# 시리아인
시리아인(아랍어: سوريون, Sūriyyūn), 또한 시리아 민족(아랍어: الشعب السوري, ALA-LC: al-sha‘ab al-Sūrī; 시리아어: ܣܘܪܝܝܢ)은 시리아의 다수 인구 집단이며,  레반트 지역의 셈족 기원을 공유한다. 시리아 민족의 문화적 언어적 유산은 토착적 요소들과 시리아에 정착하고 수 천년간에 걸쳐 시리아 민족들을 지배한 외부 문화 요소들이 혼합된 것이다. 대부분 시리아인들의 모어는 레반트 아랍어로, 7세기 이슬람의 레반트 정복 이래 옛 모어인 아람어를 대체했다. 무슬림들의 레반트 정복은 잇다른 아랍인 왕조하에서 칼리파국 건설로 이어졌고, 아바스 칼리파국 기간에 이들 아랍 왕조는 아랍어 사용을 촉진하였다. 소수의 시리아인들은 아람어를 유지했고 이는 여전히 동부 아람어 및 서부 아람어 방언으로 사용된다. 2018년에 시리아 아랍 공화국은 인구가 1,950만 명이라 통계내렸으며, 여기에는 시리아 민족을 제외한 쿠르드인, 아르메니아인, 아시리아인 및 다른 민족들을 포함한다. 시리아 내전 이전에 시리아 디아스포라는 시리아 혈통의 1,500만 명으로 이뤄졌으며, 이들은 북미 대륙 (미국, 캐나다), 유럽 연합 회원국 (스웨덴, 프랑스, 독일 등 포함), 남미 대륙 (주로 브라질, 아르헨티나, 베네수엘라, 콜롬비아), 서인도제도, 아프리카, 오스트레일리아, 뉴질랜드 등으로 이주한 이들이다. 시리아 내전의 난민 600만 명 역시도 현재 시리아 밖, 특히 터키에서 거주한다.

## 어원
‘시리아인’이라는 명칭은 그리스인들과 로마인들이 시리아 지역의 거주민들을 나타내기 위해 사용된 명칭으로, 그렇지만 이곳의 거주민들은 자신들을 아람인, 시리아인이라 하였다. "시리아인"이라는 민족 지칭은 "아시리아인"이라는 말에서 전래했으며 헬레니즘 시대와 로마 시대 때 등장하였다. 일부에선 치네쾨이 금석문이 이 이론을 뒤받친다고 주장한다.

### 명칭 적용
그리스인들은 헤로도토스가 유프라테스강의 서쪽을 ‘시리아’라고 여기던, 중동 지역의 토착민들인 아람인, 아시리아인 외에 다른 민족들을 나타내는 데에 ‘시리아인’과 ‘아시리아인’이라는 용어를 호환적으로 사용했다. 기원전 2세기 이래로, 고대 작가들은  셀레우코스 제국의 통치자를 시리아의 왕 혹은 시리아인들의 왕이라 나타냈다. 셀레우코스 왕조는 셀레우키스와 코엘레 시리아의 지역들을 분명하게 시리아 지역으로 지정하였고, 유프라테스강 동쪽의 메소포타미아를 본거지로 하던 아시리아인들과 대조적으로 유프라테스강 서쪽 (아라메아)에 거주하던 토착민들을 시리아인들로 하여 다스렸다. 그럼에도, 아시리아인과 시리아인이라는 명칭 간의 상호 호환성은 헬레니즘 시대 동안 계속됐다.
한 가지 예시로, 헬레니즘 시대 이집트의 프톨레마이오스 왕조는 파이윰에 있는 마을의 명칭에 ‘시리아인 마을’이라는 용어를 적용했다. "시리아인"이라는 것이 프톨레마이오스 왕조가 오늘날 시리아와 팔레스타인에서 비롯한 모든 민족들을 시리아인이라 나타냈기에, 유대인인지 아람인들을 나타내는 것인지에 대해선 논쟁이 있다.
'시리아인'이라는 용어는 로마인들이 오늘날 레반트 지역의 아람인들에게 적용시켰다. 폼페이우스는 오늘날 레바논, 유프라테스강 서쪽의 시리아를 포함한 시리아 속주를 만들었고, 속주를 사회적 영향을 포함한 지역 사회 범주로서 형성했다. 플루타르코스는 이 새롭게 만들어진 로마 속주의 토착민들을 ‘시리아인’이라 나타냈고, 시리아 속주의 유프라테스강 서쪽에 거주하던 시리아인들을 보게 된 스트라본도 마찬가지였는데, 그는 현존하는 민족을 나타내며, 그 시리아인들이 그가 아라마에이 (Aramaei)라 부르던 아람인들이라고 분명히 언급한다. 포세이도니오스는 그리스인들이 시리아인들이라 부르던 이들이 스스로를 아람인들이라 했다고 기록했다.
레반트의 토박이 유대인인 요세푸스는 《유대 전쟁사》에서, 시리아인들을 시리아의 비유대인, 비 그리스 토착민들이라 언급하였다.
아랍인들은 대시리아 지역을 알쌈(아랍어: بِـلَاد الـشَّـام Bilād al-Šām[*])이라 불렀다. 민족 지명으로서 "시리아인"은 유럽에서 발생하고 1800년대 초 나폴레옹 전쟁의 절정 때 시작된, 근대적 민족주의 출현 이래, 시리아 사람들이 다시 사용하고, 받아들이며, 선호하는 것이다.

## 역사
시리아인은 댜양한 기원에서 발생했는데, 주요 영향은 고대 셈족 및 아라비아와 메소포타미아인들에서 비롯했고, 그리스 로마의 영향력은 미미했다. 가원전 1천년의 고대 시리아는 아람인들이 다스리고 있었다. 이들은 시리아의 청동기 시대 사람들의 연속체로서 레반트 북부에서 기원하였다. 셀레우코스 왕조는 시리아인들을 피지배 민족으로서 다스렸다. 시리아인들은 그리스 지역사회로 동화되지 않았고, 많은 시리아의 토착 농부들은 그리스 지주들에게 소작료를 바쳐야 했기에 경제적으로 착취당했다. 그리스 식민지 밖에, 시리아인들은 폴리스 및 식민지라는 그리스 도시 체계를 사용하지는 토착 신전들의 관리를 받았던 지역들에 거주했다. 이 상황은 기원전 64년에 로마의 정복 이후 변화하였는데 , 시리아인들은 그리스의 폴리스 시민권을 얻었고, 그리스 식민지인들과 식민 통치를 받은 이들 사이를 나눈 경계는 흐릿해졌다. 시리아인들과 그리스인들이라는 표현은 로마가 개별적인 민족 집단 대신에 지역 사회를 나타내는 데 사용되었다.
아람인들은 자신들의 언어를 통해 더 일찍이 정착한 토착민들을 동화시켰고, 기독교라는 대중 종교와 결합된 거주민 대부분은 시리아인 (아람인)으로 변화하였다. 이슬람교와 아랍어도 아람인들이 이슬람교의 레반트 정복 이후 자신들의 민족 근원에 상관없이 자신들 스스로 아랍인들이 되는 유사한 효과를 지녔다. 시리아에서 아랍인들의 존재는 기원전 9세기 이래로 기록되었고, 스트라본, 대 플리니우스, 프톨레마이오스 등의 로마 시대 역사가들은 아랍인들이 시리아 많은 지역들에서 거주한다고 기록을 남겼다. 고대 작가들이‘아랍인’이라는 명칭으로 의미하는 바가 무엇인지에 대해 논의되고 있다. 역사가 Michael Macdonald는 이 용어가 ‘언어 및 문화적 특성들에 대한 불분명한 복합체’를 기반으로 한 민족 지칭어라 주장하는 한편, 학계의 일치된 견해에 따르면 ‘아랍인’이라는 것은 민족 명칭인 것만이 아니라, 유목민적 방식의 삶을 묘사하는 사회적 의미를 지녔다는 것이다. 아랍 민족의 원향은 밝혀지지 않았는데, 전통적인 19세기 이론은 아랍인의 원향을 아라비아반도에 위치시켰고, David Frank Graf 등의 일부 현대 학자들은 금석학 및 고고학 증거들이 시리아에서 아랍인들의 출현을 해명하는 데에서 전통적인 이론들을 부적절하게 한다고 기록했다. 그리스 로마 작가들에게 언급된 시리아의 아랍인들은 시리아 지역에서 우세했던 "그리스–아람 문화"에 동화되었고, 이들이 남긴 문서들은 그리스어나 아람어로 쓰였다. 고전 아랍어의 전신인, 고대 아랍어는 문어가 아니었으며, 고대 아랍어의 화자들은 기록을 남기는 데 아람 문자를 사용했다.

### 아랍화
라시둔 칼리파국의 레반트 정복 직전인, 서기 634년에 시리아의 사람들은 주로 아람어를 구사했으며, 그리스어는 공식 행정 언어였다. 시리아의 아랍화와 이슬람화는 7세기에 시작되었고, 이슬람교, 아랍인 정체성, 아랍어가 전파되는 데 수 세기가 걸렸다. 아랍 칼리파국은 정복 후 일찍이 자신들의 언어나 종교를 전파하려 하지 않았고, 분리된 귀족 사회를 형성했다. 아랍인 칼리파국은 지역민들과 분쟁을 피하기 위해 고립된 지역들에 많은 새로운 부족들을 정착시켰는데, 우스만 칼리파는 그의 지사 무아위야 1세에게 토착민들에게서 떨어져서 새로운 부족들을 정착시키라 명령하였다. 단성론파에 속하던 시리아인들은 아라비아반도의 아랍인들을 해방자들로 받아들였다.
8세기와 9세기의 아바스 왕조는 자신들의 권위하에 있던 민족들을 통합시키려 하였고, 아랍화라는 방식이 그 수단 중 하나였다. 아랍화는 이슬람교 개종자 수의 증가로 기세를 얻었다. 공식 행정 언어로서 아랍어의 우세는 시리아인 개종자들의 언어적, 문화적 동화를 촉진했다. 기독교도로 남은 이들도 아랍화가 되었다. 기독교인들이 자신들의 제1언어로 아랍어를 받아들인 것은 아마 9세기의 아바스 왕조 시기였는데, 아랍어로 기독교 복음서 번역이 처음 이러진 시기가 바로 이때였다. 클로드 카엥 및 버나드 해밀턴 같은 많은 학자들은 기독교인들의 아랍화가 제1차 십자군 전쟁 이전에 완료되었다고 주장했다. 13세기 무렵에, 아랍어는 시리아에서 우세를 차지했고 아랍어 화자들은 아랍인들이 되었다.
아람어를 잃지 않을 수 있었던 이들은 두 집단으로 나뉜다:

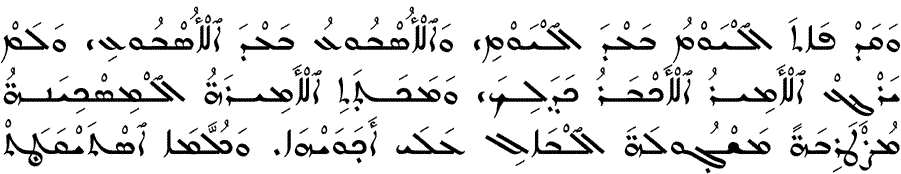
가르슈니 예시

- 동부 아람어 계열의 시리아어 화자 집단은 시리아 정교회 및 시리아 로마 가톨릭 교회의 서시리아 전례를 따르는 이들이다. 이들은 이슬람 이전 시리아인 (Syriac) 정체성을 오랜 기간 유지했고, 아랍어 우위에 맞서 자신들의 문화를 지켜냈다. 카를 브로켈만 및 프랑수아 르노르망 같은 언어학자들은 가르슈니 쓰기 (아랍어를 적는 데 시리아 문자를 사용하는 것)의 등장이 시리아 정교도들이 자신들의 정체성을 지킬 시도였다고 주장한다.[57] 시리아어는 아직까지 시리아 내 다른 시리아 교회들 대부분에 전례 언어이다.[58] 시리아 정교회는 2000년까지 Syrian Orthodox라는 명칭을 사용하다가, 공의회에서 국가주의적 암시를 피하기 위해 Syriac Orthodox로 개명하기로 결정했다 (Syrian은 시리아 국민 그 자체를 뜻하고, Syriac은 언어 및 전례 분야에서 시리아 지역적 특색을 나타낼 때 사용된다). 반면에 시리아 로마 가톨릭 교회는 여전히 공식 명칭에 "Syrian"를 사용한다.[59]

- 서부 신아람어 화자 집단은 바크흐아, 주브아딘, 마룰라 등의 거주민들이다. 바크흐아와 주브아딘의 거주민들은 18세기에 이슬람교로 개종한 반면에, 마룰라에선 대다수가 기독교인들이고, 주로 멜키트 그리스 가톨릭교회에 속하지만,[60] 안티오키아 그리스 정교회 소속도 있으며,[61] 기독교 거주민들의 동일한 아람어 방언을 구사하는 소수의 무슬림들도 존재한다.[62] 이 세 지역의 사람들은 서로 및 시리아의 나머지 지역들과 의사소통하는 데 아랍어를 주로 사용하고 있는데, 이는 이들의 아람어에 엄청난 아랍어 영향으로 이어져 이들의 단어 대략 20%는 아랍어에서 근거한다. 바크흐아는 서서히 자신들의 방언을 상실하고 있으며, 1971년 무렵에, 40세 이하의 젊은층은 아람어를 이해할 수는 있어도 더 이상 유창히 구사하는 못했다. 바크흐아의 상황은 이 지역의 아람어 소멸로 결국엔 이어질 것으로 보인다.[63]

## 정체성
종교적 정체성 외에도, 시리아인들은 아랍인 및 지역으로서 시리아인, 국민으로서 시리아인 등 세 가지 정체성으로 나뉜다. 많은 무슬림들과 아랍어를 구사하는 일부 기독교인들은 자신들을 아랍인이라 하는 반면, 아람어를 구사하는 많은 기독교들인과 일부 무슬림들은 자신들을 아람인이나 지역적 시리아인이라 하는 걸 선호한다. 일부 시리아 사람들, 대개 시리아 국민주의자들은 자신들을 국민으로서 시리아인 혹은 시리아 민족으로만 표현한다. 대부분의 민족 명명법의 구분은 실질적으로 종교적 배경에서 기인한다.

## 유전학

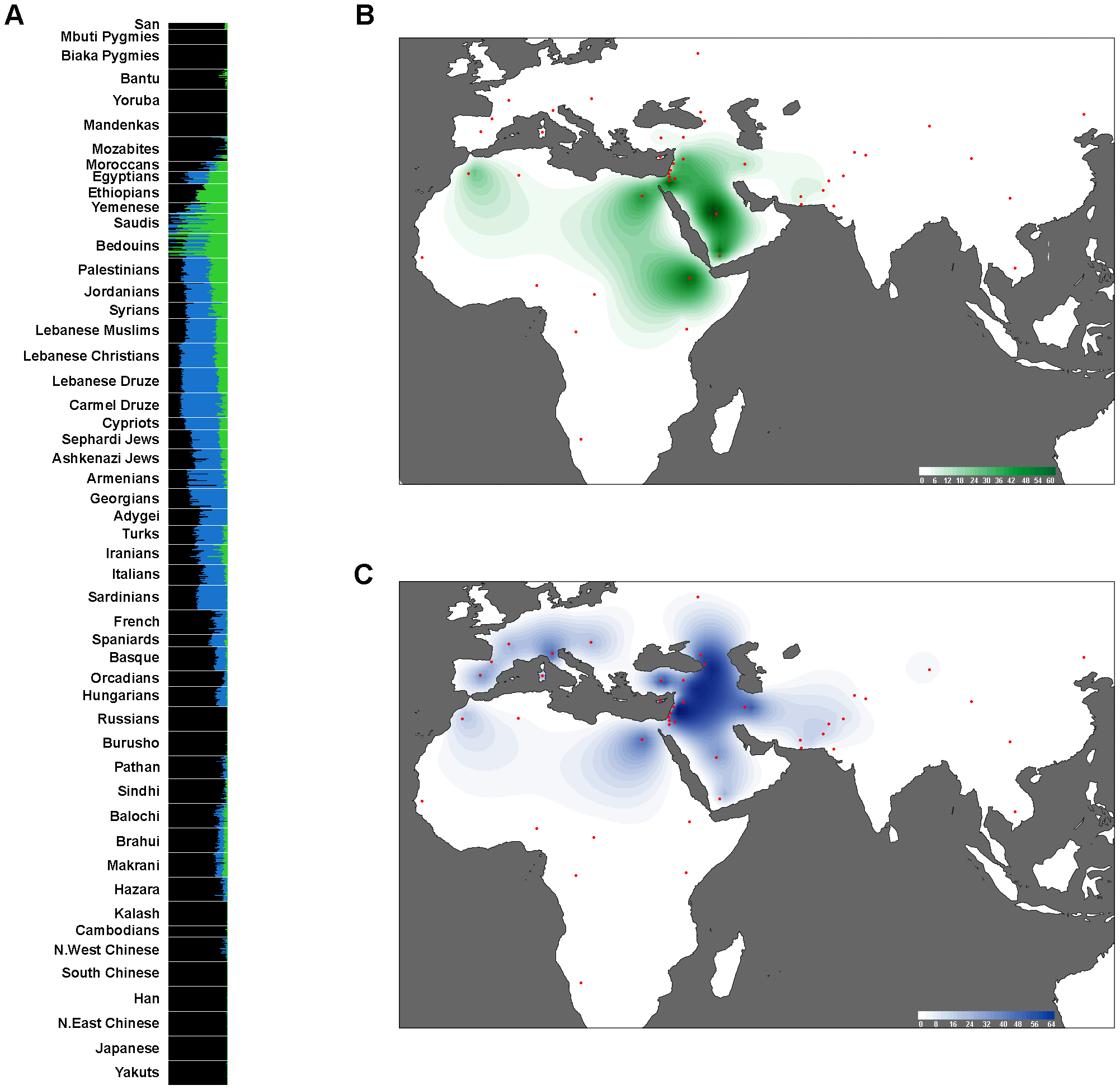
아라비아반도/동아프리카 원형 요소 (ancestral components)
레반트 원형 요소
그 외 원형 요소

시리아인들에 대한 유전자 검사들이 많은 유전자 연구들에 포함되었다. 고대 레반트인들의 후손들을 식별하는 유전자 표지자가 시리아인들에서 높은 비율로 발견되었다. 현대와 고대 DNA 샘플을 비교한 연구들을 근거로, 현대의 시리아인들은 "레반트인들과 높은 유사성"을 나타냈다. 시리아인들은 신석기와 청동기 시대의 고대 레반트인들과 밀접하게 무리지었다. 레반트인의 원형 유전자 요소가 식별되었는데, 레반트인 및 아라비아반도/동아프리카인의 원형 요소가 23,700-15,500년 전에 분기되었다고 판단되며, 반면 레반트인과 유럽인 요소 간의 분기는 15,900-9,100년 전에 이뤄졌다고 판단된다. 레반트인의 원형 요소 레반트인들한테서 가장 자주 발생하며 (42–68%), 아라비아반도/동아프리카 원형 요소들은 시리아인 유전자 구성의 대략 25%라 나타났다.
예멘에서 72.6%, 카타르에서 58.3%에서 등 높은 수치에 이른 부계쪽 Y-DNA 하플로그룹 J1은 시리아인들에게서 33.6%를 차지한다. J2 그룹은 시리아인의 20.8%를 차지하며, 다른 Y-DNA 하플로그룹에는 E1B1B 12.0%, I 5.0%, R1a 10.0%, R1b 15.0% 등을 포함한다. 시리아인들은 팔레스타인, 레바논인, 요르단인 등 다른 레반트 집단들과 가장 가까웠으며 이 유사성은 공동의 가나안 조상 및 20세기에 영국 및 프랑스 보호령의 출현하면서야 무너진 지리적 일치성으로 설명될 수 있다. Y-DNA를 근거로 했을 때 시리아인과 레바논인 간의 유전적 관련성에 대하여, 레바논의 무슬림들은 레바논의 기독교인 동포들보다 시리아인에 더 가까운 연관성을 보였다. 시리아 서부 지역 사람들은 레바논 북부 사람들과 더 연관성을 보였다.
미토콘드리아 DNA는 시리아인이 유럽과 유사성을 지닌 것을 보여주었으며, 특히 하플로그룹 H와 R가 그렇다. 미토콘드리아 DNA를 근거로 할 때, 시리이안, 팔레스타인인, 레바논인, 요르단인은 가까운 무리를 형성한다. 레바논인, 베두인, 팔레스타인인에 비해, 시리아인은 7%로 측정된 북유럽 요소를 상당히 더 지녔다. HLA 대립 형질에 대하여, 시리아인 및 다른 레반트인들은 다른 아랍인들한테서 ‘중대한 차이점’을 보인다. HLA-DRB1 대립 형질에 근거하여, 시리아인들은 크레타인 및 레바논계 아르메니아인 같은 동지중해인들과 가까웠다. 유대인과 시리아인 간의 유전적 관계 연구는 두 인구 집단이 가까운 관련성을 공유하고 있음을 보여주었다. 명백히, 7세기 동지중해에서 아랍 팽창의 문화적 영향력은 아랍 유전적 유입보다 더욱 현저하였다. 그렇지만, 이슬람교의 팽창은 레반트 유전자에 영향을 남겼다. 종교는 레반트 무슬림들이 지리적으로는 머나 문화적으로 밀접한 다른 지역 무슬림들과 섞이도록 하였고, 이는 레반트 무슬림과 모로코인 및 예멘인 간의 유전적 유사성들을 만들어냈다. 기독교인들과 드루즈인들은 대부분이 이슬람교인 세계에서 유전적 분리 집단이 되었다.

## 언어
아랍어는 시리아 대부분 사람들의 모어일 뿐만 아니라 공식어이다. 레반트 아랍어의 시리아 변형형은 현대 표준 아랍어와는 다르다. 유일하게 남아있는 서부 아람어인 서부 신아람어는 안티레바논산맥에 있는 세 마을 (마룰라, 알사르카 (바카흐), 주브아딘)에서 무슬림과 기독교 거주민들 모두가 아직까지 사용하고 있다. 시리아 북동쪽의 시리아계 아시리아인들은 주로 수라잇/투로요 구사자들이지만 아시리아 신아람어 화자들도 일부 있으며, 특히 하부르 유역에서 그렇다. 고전 시리아어 역시도 시리아 기독교인한테 전례 언어로 사용된다.

## 종교 및 소수 집단
시리아의 종교적 차이는 역사적으로 용인되어 왔으며, 종교 소수 집단들은 분별되는 문화적이고 종교적인 전통을 유지하는 경향이 있다.
수니 이슬람은 시리아인의 종교에 74%를 차지한다. 시아 이슬람의 변형형인 알라위파는 인구의 12%를 구성하고 대개 타르투스와 라타키아 인근에서 거주한다. 기독교인들은 10%를 구성한다. 대부분의 시리아 기독교인들은 비잔틴 전례를 고수하며, 가장 큰 종파는 안티오키아 정교회와 멜키트 그리스 가톨릭교회이다. 드루즈인들읕 산악 민족으로 자발 알드루즈에 거주하며 시리아 대봉기를 유발하는 데 역할을 했다. 이스마일파는 아시아에서 기원을 했지만 그럼에도 작은 부분을 차지한다. 많은 아르메니아인과 아시리아 기독교인들은 아르메니아 대학살 및 아시리아 대학살 기간에 터키에서 달아나 시리아에 정착했다. 또한 대략적으로 팔레스타인인 500,000명이 존재하는데, 이들은 거의 1948년 이스라엘-아랍 전쟁 시기 난민들의 후손이다. 시리아 내 시리아계 유대인 지역 사회가 1947년에는 한때 30,000명에 이르렀으나, 현재는 단 200명뿐이다.
대부분의 아랍인 및 더 넓은 지역의 중동 사람들과 신앙 및 외견이 유사한 시리아인들의 신앙 및 외견은 동양과 서양의 모자이크를 이룬다. 보수적인 사람들 및 진보적인 사람들은 각자 바로 옆에서 어울리며 살 것이다. 중동의 다른 나라들처럼 종교가 시리아인들의 삶에 스며들어 있으며, 시리아 정부는 모든 시리아인들의 종교를 등록한다. 그렇지만 시리아 내 무신론자들의 수가 증가하고 있지만 이 정보를 뒷받침하는 신뢰할 만한 문헌이나 통계 자료는 존재하지 않는다.

## 요리

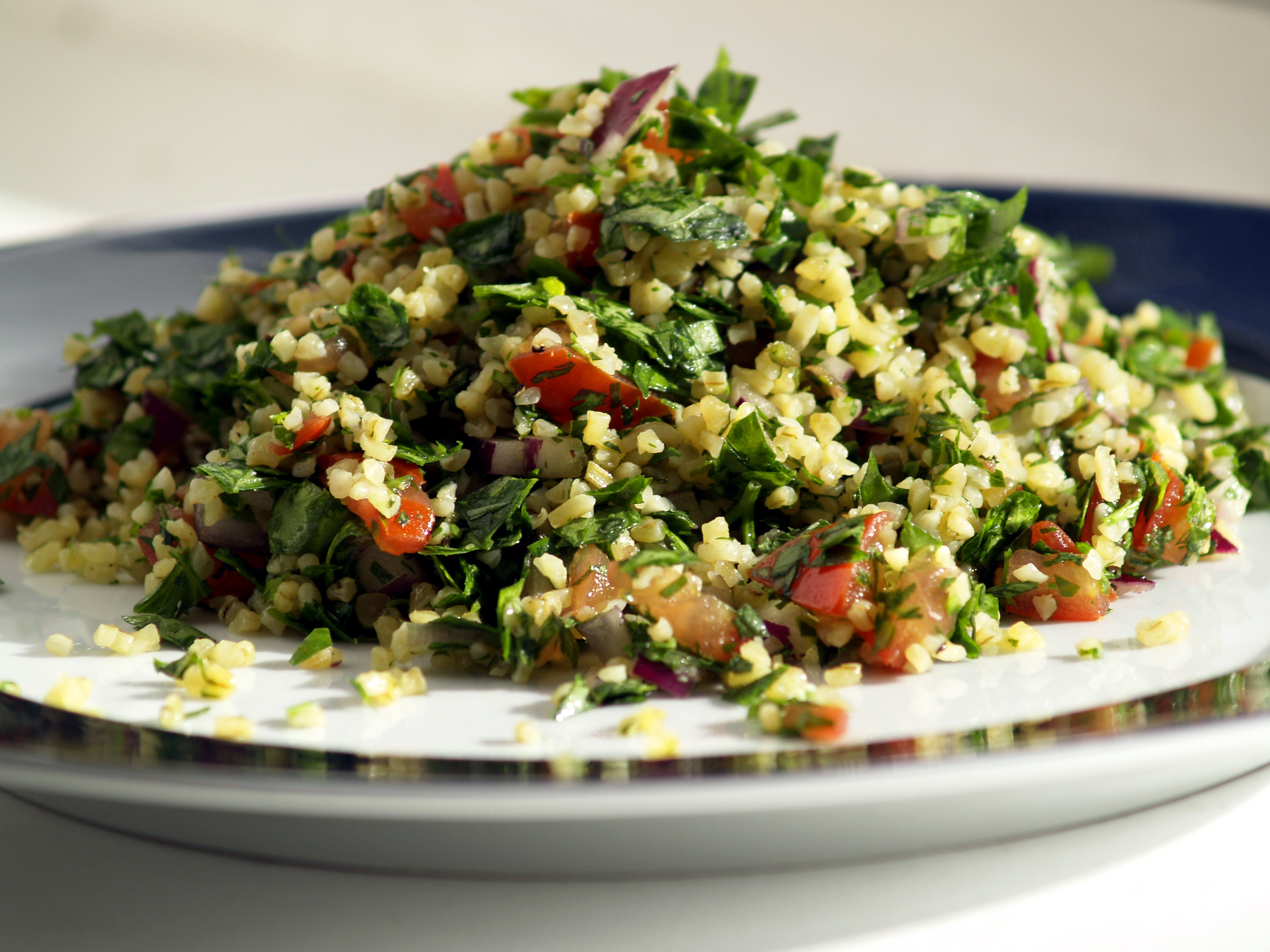
탑불레

시리아 요리는 이 지역의 토속 재료들이 주 된 특징이다. 올리브유, 마늘, 올리브, 스피어민트, 참깨 기름 등은 많은 시리아 전통 음식들에 사용되는 식재료이다. 시리아인들이 즐겨 먹는 전통 음식에는 탑불레, 라바네, 샨클리쉬, 와라 에납, 막도우스, 케밥, 킵베, 스파이아, 모우타발, 훔무스, 마나이쉬, 바메흐,  팟투시 등이 있다.
일반적인 시리아인들의 아침 음식은 메제이며, 치즈, 피클류, 올리브, 스프레드 등이 있는 모듬 음식이다. 메제는 아랍 방식의 차와 같이 제공되며, 아랍 방식의 차는 아주 깊게 우려낸 홍차로, 몹시 달고 작은 유리잔에 내어진다. 또다른 인기 있는 음료로, 특히 기독교도들과 비무슬림들에게 인기 있는 음료는 포도나 대추로 만들고 아니스향이 나는 리큐어인 아라크이며, ABV가 90%이 넘어간다 (그렇지만 시중의 시리아 아라크 평균 ABV는 40%-60%이다).

## 유명 인물

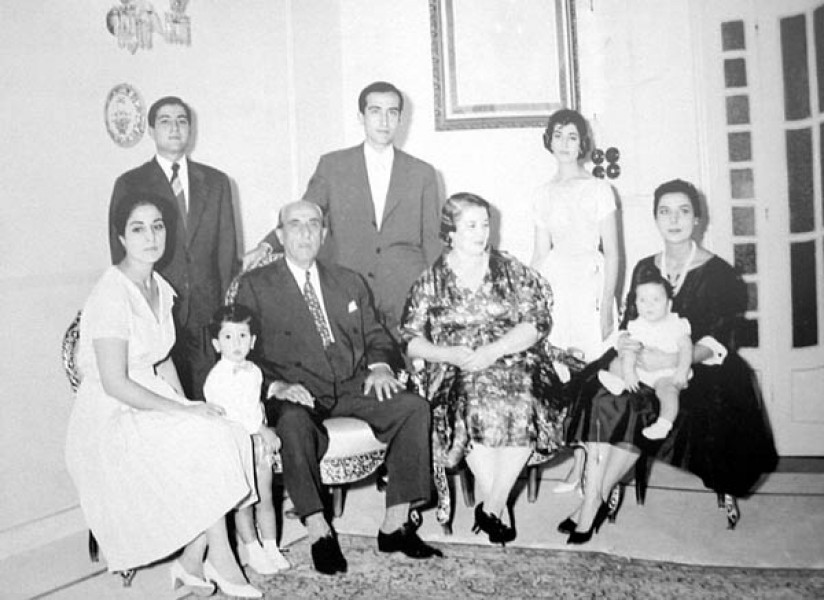
옛 시리아 대통령 슈크리 알콰틀리와 그의 가족

### 학자
- 루키아노스 - 그리스어 작가.
- 포세이도니오스 - 박식가.
- 리바니오스 - 그리스어 작가 및 연설가.
- 요한네스 크리소스토무스 - 시리아-그리스인 교부.
- 후나인 이븐 이샤크 - 학자, 의사, 과학자.
- 이샤크 이븐 후나인 - 영향력 있는 의사이자 번역가
- 타빗 이븐 쿠라 - 박식가로 수학, 천문학, 물리학에 대단한 기여를 했다. 시리아어와 그리스어 문헌을 아랍어로 번역하는 작업도 하였다.
- 세베루스 세보크트 - 인도의 숫자 체계를 언급한 최초의 시리아인
- 알바타니 - 삼각 함수 항등식을 도입하였고 그가 쓴 'Kitāb az-Zīj'는 코페르니쿠스를 포함한 많은 중세 천문학자들에게 인용되었다.
- 이븐 알나피스 - 혈액의 폐순환을 처음으로 묘사한 것으로 유명한 의사
- 이븐 알샤티르 - 천문학자. 다마스쿠스에 있는 우마이야 모스크에서 무와퀴트 (موقت, 종교 시간 계측원)로 활동했으며, 1371/72년에 우마이야 모스크의 미나레트에 해시계를 설치했다.
- 다마스쿠스의 요한 - 박식가이자 신학자
- 가다라의 멜레아그로스 - 시리아-그리스인 시인[93]
- 브루클린의 라파엘 - 북미 대륙에서 서임된 최초의 정교회 주교.
- 후네인 마사브 - 약독화 생백신 개발로 유명한 전염병학 교수.
- 샤디아 하발 - NASA 파커 태양 탐사선 설계에 중대한 역할을 한 천문학자 및 물리학자.
- 파와즈 T. 울라비 - 미시건 대학교의 전기공학 및 컴퓨터과학 교수로, 2006년에 IEEE 에디슨 메달을 수상했다.
- 후안 호세 사에르 - 아르헨티나 작가. 렌 대학교의 강사이자 나달상 수상자이다.
- 케파흐 모크벨, FRCS. - 프린세스 그레이스 병원의 유방과 선임 수술의, 브루넬 유니버시티 런던의 유방암 수술과 교수 (The Brunel Institute of Cancer Genetics and Pharmacogenomics).
- 오우사마 카티브 - 로봇공학자 및 스탠퍼드 대학교 컴퓨터 공학 교수.
- 디나 카타비 - 매사추세츠 공과대학교 Wireless Center의 소장.
- 말라티우스 야그흐눈 - 금석학자 및 홈스(Homs) 고고학 협회 설립자.

### 공인 및 정치인
- 율리아 돔나 - 로마 황후
- 율리아 마이사  - 로마 황후
- 엘라가발루스 - 로마 황제
- 알렉산데르 세베루스 - 로마 황제
- 필리푸스 아라브스 - 로마 황제
- 파피니아누스 - 로마 시대 법학자
- 티베리우스 클라우디우스 폼페이아누스[94] - 집정관
- 레온 3세 이사우로스[95] 비잔티움 황제이자 이사우로스 황가 시조.
- 에우트로피아[96] 막시미아누스 로마 황제의 아내
- 카시오도루스 - 로마 제국의 집정관.[97]
- 티이[98] 이집트 왕비.
- 카를로스 메넴 (1930년 7월 2일 ~) - 전직 아르헨티나 대통령 (1989-1999).
- 카를로스 파이트 (1918-2016) - 전직 아르헨티나 대법원장 (1983-2015).
- 타레크 엘 아이사미 - 전직 베네수엘라 부통령 (2017-2018)이자 2018년 6월 14일부터 산업 국내 총생산 장관으로 부임
- 훌리아나 아와다 (1974년 4월 3일 ~) - 전직 아르헨티나 영부인 (2015-2019).

## 내용주
1. ↑  아랍 민족의 원향에 대하여, 19세기테 비롯하고 20세기 중엽에 유력해진 전통적인 이론은 아랍인들이 시리아로 침투한, 아라비아반도에서 온 셈족 물결이라 주장한다. 전통적 이론은  레반트의 아랍인들의 이른 존재에 대해 설명하지 않고 있어, 언제 어떻게 그들이 아라비아에서 도착했는지에 대한 증거가 부족하다.[42] Macdonald는 초기 헬레니즘 시대 (기원전 4세기)의 아라비아반도, 특히 오늘날 예멘 지역의 거주민들이 "아랍인"이라는 지칭어를 사용했는지를 증명하는 증거가 없다는 점, 그리고 이 민족 명칭이 아라비아반도 거주민들의 다수 집단에게 적용되는 데 수 세기가 걸렸음을 언급했다.[43] 역사가 David Frank Graf는 전통적 이론이 중동의 아랍인들의 존재를 해명하는 데 부적절하다고 생각한다. Graf는 역사적 시리아 지역의 남쪽인 에돔의 기원전 4세기 증거가 오스트라카의 모음을 나타내는데, 이것이 이 지역 사람들이 "아랍화된 에돔인"이거나 "에돔화된 아랍인"들이라는 걸 보여주고, 이 사람들이 팔레스타인 남부 인구에 중요한 부분이었으며 최근의 인구 침투가 아니었다고 언급하였다.[44] 역사가 Robert Hoyland는 시리아 사막에서 9세기 나온 아시리아어 사료에서 아랍인들에 관한 초창기 증언, 뒤이어 기원전 7/6세기의 아라비아 남부의 명각에서 아랍인들에 관한 초창기 증언을 언급하며, 아라비아반도 북부와 중부가 아랍인들의 원향이라 제시하였다.[45] Macdonald는 아라비아에서의 침입이라는 가설을 부정하고, 시리아/아라비아 구분이라는 것이 이동하고 있었던 것으로 추정되는 아랍인들에게는 알아볼 수 없는 서구적 개념이라 여겼다.[46]

## 같이 보기
- 시리아의 역사
- 오스만령 시리아
- 아람인
- 아르메니아인
- 아랍인
- 아시리아인
- 그리스인

### 인용
1. ↑  “The World Factbook — Central Intelligence Agency”. 《www.cia.gov》. 2017년 12월 29일에 원본 문서에서 보존된 문서. 2018년 12월 23일에 확인함.
2. ↑  “Syrian Arabic Republic”. 《www.itamaraty.gov.br》. 2018년 10월 20일에 원본 문서에서 보존된 문서. 2017년 9월 19일에 확인함.
3. ↑  (UNHCR), United Nations High Commissioner for Refugees. “UNHCR Syria Regional Refugee Response”. 《unhcr.org》. 2018년 3월 5일에 원본 문서에서 보존된 문서. 2017년 9월 19일에 확인함.
4. ↑  http://amerika.revues.org/2746 Amerika:La emigración Siria-Libanesa a Argentina (the Syrian and Lebanese emigration to Argentina). Retrieved in August 31, 2012, to 14:35pm.
5. ↑  http://www.oni.escuelas.edu.ar/olimpi98/bajarondelosbarcos/Colectividades/Turcos,%20sirios%20y%20libaneses/inmigraci%C3%B3n.htm 보관됨 2008-12-11 - 웨이백 머신 Sirios, turcos y libaneses. Retrieved in August 31, 2012, to 15:15pm.
6. ↑  (UNHCR), United Nations High Commissioner for Refugees. “UNHCR Syria Regional Refugee Response”. 《unhcr.org》. 2015년 9월 22일에 원본 문서에서 보존된 문서. 2017년 9월 19일에 확인함.
7. ↑  Jordan, Levi. “Syria Steps into Latin America”. Americas Society Council of the Americas. 2017년 1월 15일에 확인함. Syria hopes will serve as an avenue to attract investment dollars from the one-million-strong community of Venezuelans of Syrian descent
8. ↑  Vasquez, Fidel (October 2010). “Venezuela afianza relaciones con Siria” (스페인어). Aristobulo Isturiz PSUV. 2017년 1월 16일에 원본 문서에서 보존된 문서. 2017년 1월 15일에 확인함. En Venezuela residen un poco más de 700 mil árabes de origen sirio
9. ↑  Nachawati, Leila (March 2013). “Cómo será recordado Chávez en Siria” (스페인어). ElDiario.es. 2017년 1월 15일에 확인함. Se calcula que cerca de un millón de habitantes del país tiene origen sirio, personal o familiar.
10. ↑  Gomez, Diego (February 2012). “EL LEVANTE Y AMÉRICA LATINA. UNA BITÁCORA DE LATINOAMÉRICA EN SIRIA, LÍBANO, JORDANIA Y PALESTINA”. 《distintaslatitudes.net》 (스페인어). 2017년 1월 15일에 확인함. de acuerdo con el Instituto de Estadística de Venezuela, cerca de un millón de venezolanos tienen orígenes sirios y más de 20 mil venezolanos están registrados en el catastro del consulado sudamericano en Damasco.
11. ↑  https://www.faz.net/aktuell/politik/ausland/fluechtlinge-aus-syrien-die-tragoedie-des-21-jahrhunderts-16661310.html
12. ↑  (UAE taking in Syrian refugees). “SThe UAE is going to start taking in Syrian refugees”. 《swhatson.ae》. 2016년 9월 29일에 확인함.
13. ↑  J. Códoba-Toro (2015). “Árabes en Chile”. Iberoamérica Social. 2021년 4월 28일에 원본 문서에서 보존된 문서. 2020년 1월 9일에 확인함.
14. ↑  http://www.statistikdatabasen.scb.se/pxweb/sv/ssd/START__BE__BE0101__BE0101E/FodelselandArK/table/tableViewLayout1/
15. ↑  “SELECTED POPULATION PROFILE IN THE UNITED STATES 2016 American Community Survey 1-Year Estimates”. 《American FactFinder》. 미국 인구통계국. 2020년 2월 14일에 원본 문서에서 보존된 문서. 2017년 11월 11일에 확인함.
16. ↑  “Kuwait extends residency permits for Syrians”. 《UNHCR》. 2015년 9월 2일. 2017년 6월 28일에 원본 문서에서 보존된 문서. 2015년 9월 10일에 확인함.
17. ↑  https://opendata.cbs.nl/statline/#/CBS/nl/dataset/37325/table?fromstatweb
18. ↑  캐나다 연방통계청 (2019년 2월 20일). “2016 Ethnic Origin, both sexes, age (total), Canada, 2016 Census – 25% Sample data: Data tables”. 2019년 12월 7일에 확인함.
19. ↑  (카타르 통계청). “Population of Qatar by nationality - 2019 report”. 《http://priyadsouza.com》. 2018년 12월 25일에 원본 문서에서 보존된 문서. 2019년 8월 15일에 확인함. |website=에 외부 링크가 있음 (도움말)
20. ↑  “Bevölkerung zu Jahresbeginn seit 2002 nach detaillierter Staatsangehörigkeit” [Population at the beginning of the year since 2002 by detailed nationality] (PDF). 《오스트리아 통계청》 (독일어). 2016년 6월 14일. 2019년 5월 6일에 확인함.
21. ↑  “POPULATION AT THE FIRST DAY OF THE QUARTER BY REGION, SEX, AGE (5 YEARS AGE GROUPS), ANCESTRY AND COUNTRY OF ORIGIN”. 《덴마크 통계청》.
22. ↑  “Immigrants and Norwegian-born to immigrant parents”. Statistics Norway. 2020년 3월 9일. 2020년 12월 28일에 확인함.
23. ↑  “List of localities, in Alphabetical order” (PDF). Israel Central Bureau of Statistics. 2017년 9월 26일에 확인함.
24. 1 2  Singh, Shubha. “Like India, Syria has a large diaspora (With stories on Syrian president's visit)”. Theindian News. 2016년 3월 4일에 원본 문서에서 보존된 문서. 2014년 3월 15일에 확인함.
25. ↑  “The Caribbean History Archives: Syrian-Lebanese community”. 2011년 10월 3일.
26. ↑  Nigel Wilson (2013년 10월 31일). 《Encyclopedia of Ancient Greece》. 652쪽. ISBN 9781136788000.
27. 1 2  Nathanael J. Andrade (2013년 7월 25일). 《Syrian Identity in the Greco-Roman World》. 28쪽. ISBN 9781107244566.
28. ↑  Aryeh Kasher (1985). 《The Jews in Hellenistic and Roman Egypt: The Struggle for Equal Rights》. 153쪽. ISBN 9783161448294.
29. 1 2  Nathanael J. Andrade (2013년 7월 25일). 《Syrian Identity in the Greco-Roman World》. 29쪽. ISBN 9781107244566.
30. ↑  History, Universal (1779). 《An universal history, from the earliest accounts to the present time》. 451쪽.
31. ↑  History, Universal (1779). 《An universal history, from the earliest accounts to the present time》. 441쪽.
32. ↑  John Joseph (2000). 《The Modern Assyrians of the Middle East》. 10쪽. ISBN 978-9004116412.
33. ↑  플라비우스 요세푸스 (2004). 《The Great Roman-Jewish War》. 34,150,178쪽. ISBN 9780486432182.
34. ↑  Commins et al. 2018. Quote:"시리아인들은 오랜 시간에 걸쳐 여러 혈통들에서 발전했다. 그리스와 로마의 민족적 영향력은 아라비아인, 메소포티마이아의 아람인, 아시리아인, 칼데아인, 가나안인 등의 셈족들의 영향력과 비교할 때 보잘것없다."
35. 1 2  Joseph 2000, 30쪽.
36. ↑  Novak 2016, 123쪽.
37. ↑  Andrade 2013, 7쪽.
38. ↑  Andrade 2013, 8쪽.
39. ↑  Graf 2003, 319쪽.
40. ↑  Macdonald 2009a, 298쪽.
41. ↑  Graf 2003, 320쪽.
42. ↑  Graf 2003, 322쪽.
43. ↑  Macdonald 2009b, 2쪽.
44. 1 2  Graf 2003, 334쪽.
45. ↑  Hoyland 2001, 230쪽.
46. ↑  Macdonald 2003, 317쪽.
47. ↑  Hoyland 2001, 69쪽.
48. ↑  Macdonald 2003, 305쪽.
49. 1 2 3  al-Hassan 2001, 59쪽.
50. ↑  Schulze 2010, 19쪽.
51. ↑  Kennedy 1992, 292쪽.
52. ↑  Barker 1966, 244쪽.
53. 1 2  Braida 2012, 183쪽.
54. ↑  Peters 2003, 191쪽.
55. ↑  Braida 2012, 182쪽.
56. ↑  Ellenblum 2006, 53쪽.
57. ↑  Braida 2012, 185, 186쪽.
58. ↑  Brock 2010, 13쪽.
59. ↑  al-Bagdadi 2008, 280쪽.
60. ↑  Troupeau 1987, 308쪽.
61. ↑  Held & Cummings 2018, 298쪽.
62. ↑  Arnold 2007, 185쪽.
63. ↑  Correll 1987, 308쪽.
64. ↑  Badro 외. 2013.
65. ↑  Haber 외. 2011.
66. 1 2  El‐Sibai 외. 2009.
67. ↑  Perry 2007. 인용문:"J2 하플로그룹이라 알려진 유전자 표지자가 Zalloua가 실시한 5년 이상의 연구 동안에 레바논인, 팔레스타인인, 시리아인 들 사이에서 이례적으로 높은 비율로 발견되었다. 그는 그 지역에서 1,000명을 검사했다."
68. ↑  Marshall et al. 2016. 인용문:"현대 및 고대 DNA 정보를 모두 사용하여 나타낸, 드루즈인의 근동-중동의 혼합된 지역화는 레반트인들과 높은 연관성을 보이던 인근 시리아인, 팔레스타인인, 대부분의 레바논인들의 경우와 구분이 되었다."
69. ↑  Marshall et al. 2016. 인용문:" 드루즈인은 동기 및 청동기 시대 아르메니아인들과 동기 아나톨리아인들과 유전적 유사성을 보였다. 이 연구에서, 드루즈인은 모든 청동기 시대와 신석기의 레반트인들과는 분리되어 구분지어졌으며, 반면 팔레스타인인, 베두인, 시리아인, 소수의 레바논인 들은 레반트인들로 묶였다."
70. ↑  Haber et al. 2013. 인용문:"우리의 평가는 레반트인 및 아라비아반도/동아프리카인 요소들이 23,700-15,500년 전에 분기된 반면, 레반트인과 유럽인 요소는 15,900-9,100년 전에 분기되었다는 걸 나타낸다"
71. ↑  Haber et al. 2013. 인용문:1-"어드믹스처 분석 (ADMIXTURE)으로 'K = 10'에서 지리적 제한 분포를 지닌 원형 요소 (연두색)를 식별하였으며, 이 요소는 에티오피아인, 예멘인, 사우디아라비아인, 베두인의 원형 요소 중 50%를 나타내며, 레반트 지역으로 갈수록 감소하며, 다른 레반트 지역인들 (4%-20%)에 비해 시리아인, 요르단인, 팔레스타인들에서 가장 높은 수치 (~25%)를 보인다. 이 요소 (Figure 4A, 4B)의 지리적 분포 패턴은 이슬람교의 확장 패턴과 관련 있지만, 레바논계 기독교인, 세파르디 및 아시케나지 유대인, 키프로스인, 아르메니아인 들에서의 이 요소의 존재는 레반트 지역으로의 이 요소 전파가 이슬람의 팽창 이전에 있었을 수도 있다는 것으로 제시할 수도 있다."
2-"이 요소 외에도, 레반트 지역의 가장 흔한 원형 요소 [42–68% (짙은 파랑으로 표시)]는 낮은 수치로 유럽과 중앙 아시아에서도 존재한다."
72. ↑  Fernandes et al. 2015. 인용문:1-"근동에, 우리는 이라크, 요르단, 이스라엘/팔레스타인, 터키, 레바논, 시리아를 포함한다."
2-"현재 이미 서남아시아/캅카스 및 아라비아/북아프리카 간의 요소를 구별할 수 있으며, 이 두 요소들은 예멘과 아랍에미리트에선 ~30% 정도의 유사한 비율을 보였으나, 아라비아/북아프리카 비율은 사우디아라비아와 베두인에서 52–60%로 증가하였다. 근동 인구에 대해선, 이와 상응하게, 서남아시아/캅카스 요소가 ∼50%로 증가하고 아라비아/북아프리카 요소는 ∼20–30%로 감소하며, 이는 팔레스타인인 (사마리아인 및 드루즈인에서도 유사하게)에서도 마찬가지며,  이 요소 빈도는 드루즈인들한테 가장 극적인 수치를 띠는 주요 토착 기원이 서남아시아/캅카스 요소를 ∼80%만큼 지녔음을 강조한다."
73. ↑  El‐Sibai et al. 2009. 인용문:"시리아, 아카 (아크레), 요르단에서 J1 빈도는 나머지 아랍 국가들 (카타르에서 58.3%, 예멘에서 72.5% 등; Fig. 2G")보다 레바논에 더 비길 만하다.
74. ↑  Semino 외. 2000.
75. ↑  Hajjej et al. 2018. 인용문:"유전적 거리, 대응 분석, 이웃 결합 방식을 사용하여, 우리는 앞선 연구 [61, 62]와 본 연구에서 팔레스타인인, 시리아인, 레바논인, 요르단인 들이 서로 밀접하게 연관되어 있다는 것을 보여주었다."
76. ↑  Hajjej et al. 2018. 인용문:"레반트 아랍 집단 간의 강한 관련성은 이들의 공동 조상인 고대 가나아인들로 설명되는데, 이들은 기원전 3300년에 이집트를 거쳐 아프리카와 아라비아반도에서 왔고 [97], 기원전 3800-3550년에 가슐 문명 (Ghassulian civilization)의 붕괴 후 레반트 저지대에 정착했다 [98]. 이들의 관련성은 19세기 영국과 프랑스의 식민화 이전엔 하나의 지역을 이루던 지리적 근접성에서 기인하기도 했으다."
77. ↑  Haber et al. 2013. 인용문:"레바논계 기독교인들과 모든 드루즈인들은 함께 무리를 이루는 한편, 레바논계 무슬림들은 시리아인, 팔레스타인인, 요르단인 쪽으로 관련된다."
78. ↑  Haber et al. 2011. 인용문:"시리아는 레바논 표본들의 변형의 범위 내로 구성되었다. 서부 시리아인의 표본은 레바논 수니파 표본에 가장 가까우며, 레바논 북부 표본, 레바논 베카 표본, 레바논 산맥의 마론교도 표본과도 멀지 않다."
79. ↑  Badro et al. 2013. 인용문:"이 하플로그룹들의 지리적 분포는 아프리카에 대한 레반트와 아라비아반도 간의 분명한 구분들과 함께 레반트 북부 (오늘날 레바논과 시리아)와 유럽 간의 유사성을 나타낸다 (Fig. 1, Table 1). 유럽과 레반트에 대한 주요 mtDNA 하플로그룹은 H와 R*이다."
80. ↑  Badro et al. 2013. 인용문:"예멘인과 사우디아라비아인 둘 다 이집트인과 밀접하게 관련되며, 반면 요르단인, 레바논인, 팔레스타인인, 시리아인은 함께 무리를 이룬다."
81. ↑  Marshall et al. 2016. 인용문:"드루즈인과 시리아인은 이웃한 팔레스타인인 (X = 5%), 레바논인 및  베두인 (X = 2%)과 비교할 때 상당한 양의 북유럽 요소 (X = 7%)를 지닌다."
82. ↑  Hajjej et al. 2018. 인용문:"그와 반대로, 중대한 차이점들은 레반트 아랍인 (레바논인, 팔레스타인인, 시리아인) 및 다른 아랍인 사이에서 현저했고, 다른 아랍인들과 비교했을 때, 레반트 아랍인에서 높은 빈도의 A*24, B*35, DRB1*11:01, DQB1*03:01, DRB1*11:01-DQB1*03:01 하플로그룹이 두드러졌다."
83. ↑  Hajjej et al. 2018. 인용문:"시리아인들은 크레타인 (-0.0001) 및 레바논계 아르메니아인 (0.0050) 같은 동지중해인에 유전적으로 가깝다."
84. ↑  Hammer et al. 2000. 인용문:"이 유대인 집단은 팔레스타인인과 시리아인에 섞여 있었고, 반면 다른 중동의 비유대인들 (사우디아라비아인, 레바논인, 드루즈인)은 이 유대인 집단을 빈틈없이 둘러쌌다."
85. ↑  Hajjej et al. 2018. 인용문:1-"이 토착 집단들과 아랍 유전자 교환의 정도는 확인되지는 않았지만 종교적/문화적 영향력보다 낮았을 것이라 생각된다."
2-"다른 한편, 레반트 아랍인들은 사우디아라비아인, 쿠웨이트인, 예멘인과 멀었으며, 아마도 7세기 침략의 인구학적 측면의 부재로 인해 레반트 유전자 풀에 대한 아라비아반도 집단의 기여가 낮다는 것을 보여준다."
86. ↑  Haber et al. 2013. 인용문:1-"종교적 제휴가 레반트 게놈에 강한 영향을 미쳤음을 보여주었다. 특히나, 레반트인들의 이슬람교로 개종은 문화적으로 유사하나 지리적으로 먼 집단과 혼합을 통해 레반트인의 관계에 중대한 재배열을 일으키고, 요르단인, 모로코인, 예멘인같이 특히 먼 이들 간의 유전적 유사성들로 이끌었던 것으로 보인다. 반면에  기독교인 및 드루즈인 같은 다른 집단은 새로운 문화적 환경에서 유전적으로 고립되었다. 우리는 레반트인의 유전적 구조를 복원하고 이슬람 팽창 이전 레반트가 중동인들보다 유럽인들에 유전적으로 좀 더 유사했음을 발견하였다."
2-"대개 시리아인, 팔레스타인인, 요르단인의 무슬림 집단은 모로코와 예멘만큼 멀리 있는 무슬림 집단과 무리를 이룬다."
3-레바논계 기독교인 및 모든 드루즈인들은 함께 무리를 이루고, 레바논계 무슬림들은 시리아인, 팔레스타인인, 그리고 사우디아라비아인 및 베두인과 가까운 요르단인 쪽으로 이어진다."
87. ↑  “The World Factbook”. Cia.gov. 2019년 4월 7일에 확인함.
88. ↑  Kamīl Manṣūr, Leila Tarazi Fawaz (2009). 《Transformed Landscapes: Essays on Palestine and the Middle East in Honor of Walid Khalidi》. 2쪽. ISBN 9789774162473.
89. ↑  George N. Atiyeh, Ibrahim M. Oweiss (1988년 7월 8일). 《Arab Civilization: Challenges and Responses: Studies in Honor of Dr. Constantine Zurayk》. 299쪽. ISBN 9780887066993.
90. ↑  “Syria”. State.gov. 2013년 12월 29일에 확인함.
91. ↑  “Guide: Syria's diverse minorities”. 《BBC News》. 2011년 12월 9일.
92. ↑  Derhally, Massoud A. (2011년 2월 7일). “Jews in Damascus Restore Synagogues as Syria Tries to Foster Secular Image”. 《Bloomberg》. 2011년 5월 8일에 확인함. The project, which began in December, will be completed this month as part of a plan to restore 10 synagogues with the backing of Syrian President Bashar al-Assad and funding from Syrian Jews.
93. ↑  Isaac 2017, 156, 157쪽.
94. ↑  Elliott, Simon (2020년 12월 19일). 《Pertinax: The Son of a Slave Who Became Roman Emperor》 (영어). Greenhill Books. ISBN 978-1-78438-526-2.
95. ↑  Vasilʹev, Aleksandr Aleksandrovich (1964). 《History of the Byzantine Empire, 324-1453》 (영어). Univ of Wisconsin Press. ISBN 978-0-299-80925-6.
96. ↑  Stevenson, Seth William (1889). 《A Dictionary of Roman Coins, Republican and Imperial》 (영어). G. Bell and Sons.
97. ↑  Nicholson, Oliver (2018년 4월 19일). 《The Oxford Dictionary of Late Antiquity》 (영어). Oxford University Press. ISBN 978-0-19-256246-3.
98. ↑  Challis, Debbie (2013년 3월 14일). 《The Archaeology of Race: The Eugenic Ideas of Francis Galton and Flinders Petrie》 (영어). A&C Black. ISBN 978-1-4725-0219-3.

### 참고 문헌
- Hoyland, Robert (2001). 《Arabia and the Arabs: from the Bronze Age to the Coming of Islam》. Routledge. Ashgate Variorum. ISBN 978-0-415-19535-5.
- Macdonald, Michael C. A. (2003). “"Les Arabes en Syrie" or "La pénétration des Arabes en Syrie". A Question of Perceptions ?”. 《Topoi. Orient-Occident》 (Société des Amis de la bibliothèque Salomon-Reinach). Supplément 4. ISSN 1161-9473.
- Graf, David Frank (2003). “Arabs in Syria: Demography and Epigraphy”. 《Topoi. Orient-Occident》 (Société des Amis de la bibliothèque Salomon-Reinach). Supplément 4. ISSN 1161-9473.
- Macdonald, Michael C. A. (2009a). “Arabs, Arabias and Arabic before Late Antiquity”. 《Topoi. Orient-Occident》 (Société des Amis de la bibliothèque Salomon-Reinach) 16 (1): 277–332. doi:10.3406/topoi.2009.2306. ISSN 1161-9473.
- Macdonald, Michael C. A. (2009b). 〈Arabians, Arabias, and the Greeks: Contact and Perceptions〉. 《Literacy and Identity in Pre-Islamic Arabia》. Variorum Collected Studies Series. Ashgate Variorum. ISBN 978-0-754-65965-5.
- Andrade, Nathanael J. (2013). 《Syrian Identity in the Greco-Roman World》. Cambridge University Press. ISBN 978-1-107-01205-9.
- Held, Colbert C.; Cummings, John Thomas (2018) [2016]. 《Middle East Patterns, Student Economy Edition: Places, People, and Politics》. Routledge. ISBN 978-0-429-96199-1.
- Arnold, Werner (2007). 〈Arabic Grammatical Borrowing in Western Neo-Aramaic〉.   Matras, Yaron; Sakel, Jeanette. 《Grammatical Borrowing in Cross-Linguistic Perspective》. Empirical Approaches to Language Typology 38. Walter de Gruyter. ISBN 978-3-110-19628-3. ISSN 0933-761X.
- Troupeau, Gérard (1987). 〈Ma'lūlā. 1. The Locality〉.   Bosworth, Clifford Edmund; van Donzel, Emericus Joannes; Lewis, B.; Pellat, Ch.; Dijkema, F. Th.; Nurit, Mme S. 《The Encyclopaedia of Islam》. VI. Fascicules 103-104 (Malḥūn-Mānd) New판. Brill. OCLC 655961825.
- Correll, Christoph (1987). 〈Ma'lūlā. 2. The Language〉.   Bosworth, Clifford Edmund; van Donzel, Emericus Joannes; Lewis, B.; Pellat, Ch.; Dijkema, F. Th.; Nurit, Mme S. 《The Encyclopaedia of Islam》. VI. Fascicules 103-104 (Malḥūn-Mānd) New판. Brill. OCLC 655961825.
- al-Bagdadi, Nadia (2008). 〈Syria〉.   Bromiley, Geoffrey W.; Barrett, David B. 《The Encyclodedia of Christianity》. 5: Si-Z. Eerdmans.Brill. ISBN 978-0-802-82417-2.
- Brock, Sebastian (2010). 〈The Syrian Orthodox Church in the modern Middle East〉.   O'Mahony, Anthony; Loosley, Emma. 《Eastern Christianity in the Modern Middle East》. Routledge. ISBN 978-1-135-19371-3.
- Ellenblum, Ronnie (2006). 《Crusader Castles and Modern Histories》. Cambridge University Press. ISBN 978-0-521-86083-3.
- Braida, Emanuela (2012). “Garshuni Manuscripts and Garshuni Notes in Syriac Manuscripts”. 《Parole de l'Orient》 (Holy Spirit University of Kaslik) 37. ISSN 0258-8331.
- Commins, David Dean; Irvine, Verity Elizabeth; Smith, Charles Gordon; Hamidé, Abdul-Rahman; Scullard, Howard Hayes; Ochsenwald, William L.; Hourani, Albert Habib; Gadd, Cyril John; Polk, William Roe; Salibi, Kamal Suleiman (2018년 7월 9일).  The Editors of Encyclopaedia Britannica, 편집. “Syria. People: Ethnic and Linguistic Groups”. Encyclopædia Britannica, Inc. 2018년 8월 2일에 확인함.
- Peters, Francis Edward (2003). 《Islam: A Guide for Jews and Christians》. Princeton University Press. ISBN 978-1-400-82548-6.
- Barker, John W. (1966). 《Justinian and the Later Roman Empire》. University of Wisconsin Press. ISBN 978-0-299-03944-8.
- Kennedy, Hugh (1992). 〈The Impact of Muslim Rule on the Pattern of Rural Settlement in Syria〉.   Canivet, Pierre; Rey-Coquais, Jean-paul. 《La Syrie de Byzance à l'Islam VIIe-VIIIe Siècles》. Damascus, Institut Français du Proche Orient. OCLC 604181534.
- al-Hassan, Ahmad Y. (2001). 〈Factors Behind the Rise of Islamic Science〉.   al-Hassan, Ahmad Y.; Ahmed, Maqbul; Iskandar, Albert Z. 《The Different Aspects of Islamic Culture》. 4:Science and Technology in Islam. Part 1: The exact and Natural Sciences. The United Nations Educational, Scientific and Cultural Organization. ISBN 978-9-231-03830-3.
- Schulze, Wolfgang (2010). 〈Symbolism on the Syrian Standing Caliph Copper Coins: A Contribution to the Discussion〉.   Oddy, Andrew. 《Coinage and History in the Seventh Century Near East: Proceedings of the 12th Seventh Century Syrian Numismatic Round Table Held at Gonville and Caius College, Cambridge on 4th and 5th April 2009》. Archetype Publications Ltd. ISBN 978-1-904-98262-3.
- Novak, Mirko (2016). 〈Assyrians and Aramaeans: Modes of Cohabitation and Acculturation at Guzana (Tell Halaf)〉.   Aruz, Joan; Seymour, Michael. 《Assyria to Iberia: Art and Culture in the Iron Age》. The Metropolitan Museum of Art. Distributed by Yale University Press. ISBN 978-1-588-39606-8.
- Joseph, John (2000). 《The Modern Assyrians of the Middle East: A History of Their Encounter with Western Christian Missions, Archaeologists, and Colonial Powers》. Studies in Christian Mission 26. Brill. ISBN 978-90-04-32005-5.
- Hammer, M. F.; Redd, A. J.; Wood, E. T.; Bonner, M. R.; Jarjanazi, H.; Karafet, T.; Santachiara-Benerecetti, S.; Oppenheim, A.; Jobling, M.A.; Jenkins, T.; Ostrer, H.; Bonné-Tamir, B. (2000년 5월 9일). “Jewish and Middle Eastern non-Jewish Populations Share a Common Pool of Y-chromosome Biallelic Haplotypes”. 《PNAS》 (Proceedings of the National Academy of Sciences) 97 (12): 6769–74. Bibcode:2000PNAS...97.6769H. doi:10.1073/pnas.100115997. PMC 18733. PMID 10801975.
- Fernandes, Verónica; Triska, Petr; Pereira, Joana B.; Alshamali, Farida; Rito, Teresa; Machado, Alison; Fajkošová, Zuzana; Cavadas, Bruno; Černý, Viktor; Soares, Pedro; Richards, Martin B.; Pereira, Luísa (2015년 3월 4일). “Genetic Stratigraphy of Key Demographic Events in Arabia”. 《PLOS ONE》 10 (3): e0118625. Bibcode:2015PLoSO..1018625F. doi:10.1371/journal.pone.0118625. PMC 4349752. PMID 25738654.
- Hajjej, Abdelhafidh; Almawi, Wassim Y.; Arnaiz-Villena, Antonio; Hattab, Lasmar; Hmida, Slama (2018년 3월 9일). “The Genetic Heterogeneity of Arab Populations as Inferred from HLA Genes”. 《PLOS ONE》 13 (3): e0192269. Bibcode:2018PLoSO..1392269H. doi:10.1371/journal.pone.0192269. PMC 5844529. PMID 29522542.
- Marshall, Scarlett; Das, Ranajit; Pirooznia, Mehdi; Elhaik, Eran (2016년 11월 16일). “Reconstructing Druze Population History”. 《Scientific Reports》 6: 35837. Bibcode:2016NatSR...635837M. doi:10.1038/srep35837. PMC 5111078. PMID 27848937.
- Haber, Marc; Gauguier, Dominique; Youhanna, Sonia; Patterson, Nick; Moorjani, Priya; Botigué, Laura R.; Platt, Daniel E.; Matisoo-Smith, Elizabeth; Soria-Hernanz, David F.; Wells, R. Spencer; Bertranpetit, Jaume; Tyler-Smith, Chris; Comas, David; Zalloua, Pierre A. (2013년 2월 25일). “Genome-Wide Diversity in the Levant Reveals Recent Structuring by Culture”. 《PLOS Genetics》 9 (2): e1003316. doi:10.1371/journal.pgen.1003316. PMC 3585000. PMID 23468648.
- Perry, Tom (2007년 9월 10일). “In Lebanon DNA may yet heal rifts”. Reuters. 2011년 7월 4일에 확인함.
- Isaac, Benjamin (2017). 《Empire and Ideology in the Graeco-Roman World》. Cambridge: Cambridge University Press. ISBN 978-1-107-13589-5.
- Badro, Danielle A.; Douaihy, Bouchra; Haber, Marc; Youhanna, Sonia C.; Salloum, Angélique; Ghassibe-Sabbagh, Michella; Johnsrud, Brian; Khazen, Georges; Matisoo-Smith, Elizabeth; Soria-Hernanz, David F.; Wells, R. Spencer; Tyler-Smith, Chris; Platt, Daniel E.; Zalloua, Pierre A. (2013년 1월 30일). “Y-Chromosome and mtDNA Genetics Reveal Significant Contrasts in Affinities of Modern Middle Eastern Populations with European and African Populations”. 《PLOS ONE》 8 (1): e54616. Bibcode:2013PLoSO...854616B. doi:10.1371/journal.pone.0054616. PMC 3559847. PMID 23382925.
- Haber, Marc; Platt, Daniel E.; Badro, Danielle A.; Xue, Yali; El-Sibai, Mirvat; Bonab, Maziar Ashrafian; Youhanna, Sonia C.; Saade, Stephanie; Soria-Hernanz, David F.; Royyuru, Ajay; Wells, R. Spencer; Tyler-Smith, Chris; Zalloua, Pierre A.; Adhikarla, Syama; Adler, Christina J.; Balanovska, Elena; Balanovsky, Oleg; Bertranpetit, Jaume; Clarke, Andrew C.; Comas, David; Cooper, Alan; Sarkissian, Clio S. I. Der; Dulik, Matthew C.; Erasmus, Christoff J.; Gaieski, Jill B.; GaneshPrasad, ArunKumar; Haak, Wolfgang; Hobbs, Angela; Javed, Asif; Jin, Li; Kaplan, Matthew E.; Li, Shilin; Martínez-Cruz, Begoña; Matisoo-Smith, Elizabeth A.; Melé, Marta; Merchant, Nirav C.; Mitchell, R. John; Owings, Amanda C.; Parida, Laxmi; Pitchappan, Ramasamy; Quintana-Murci, Lluis; Renfrew, Colin; Lacerda, Daniela R.; Santos, Fabrício R.; Schurr, Theodore G.; Soodyall, Himla; Swamikrishnan, Pandikumar; John, Kavitha Valampuri; Santhakumari, Arun Varatharajan; Vieira, Pedro Paulo; Ziegle, Janet S. (2011년 3월 1일). “Influences of History, Geography, and Religion on Genetic Structure: the Maronites in Lebanon”. 《European Journal of Human Genetics》 19 (3): 334–340. doi:10.1038/ejhg.2010.177. PMC 3062011. PMID 21119711.
- El‐Sibai, Mirvat; Platt, Daniel E.; Haber, Marc; Xue, Yali; Youhanna, Sonia C.; Wells, R. Spencer; zaabel, Hassan; Sanyoura, May F.; Harmanani, Haidar; Bonab, Maziar Ashrafian; Behbehani, Jaafar; Hashwa, Fuad; Tyler‐Smith, Chris; Zalloua, Pierre A. (2009년 8월 16일). “Geographical Structure of the Y-chromosomal Genetic Landscape of the Levant: A coastal-inland contrast”. 《Annals of Human Genetics》 73 (6): 568–581. doi:10.1111/j.1469-1809.2009.00538.x. PMC 3312577. PMID 19686289.
- Semino, O.; Passarino, G; Oefner, PJ; Lin, AA; Arbuzova, S; Beckman, LE; De Benedictis, G; Francalacci, P; Kouvatsi, A; Limborska, S; Marcikiae, M; Mika, A; Mika, B; Primorac, D; Santachiara-Benerecetti, A. S.; Cavalli-Sforza, L. L.; Underhill, P. A. (2000). “The Genetic Legacy of Paleolithic Homo sapiens sapiens in Extant Europeans: A Y Chromosome Perspective”. 《Science》 290 (5494): 1155–9. Bibcode:2000Sci...290.1155S. doi:10.1126/science.290.5494.1155. PMID 11073453.